# Tommaso Giordani
Tommaso Giordani (okolo roku 1730 Neapol – únor 1806, Dublin) byl italský hudební skladatel působící v Anglii a Irsku.

## Život
Narodil se v Neapoli okolo roku 1730. Byl synem impresária, zpěváka a libretisty Giuseppe Giordaniho, který v roce 1745 sestavil malou rodinnou operní společnost, která vystupovala v různých evropských městech: Ancona a Pesaro (1745), Senigallia (1747), Štýrský Hradec (1747–1748), Frankfurt nad Mohanem a Salcburk (1750), Amsterdam (1752), Paříž (1753) a konečně Londýn (1753–1756). Tomasso byl zřejmě žákem svého otce a ve společnosti působil jako cembalista.
V roce 1756 měla v Královské opeře v Covent Garden premiéru jeho první komická opera La commediante fatta cantatrice. V roce 1762 se objevil na scéně Královského divadla Haymarket jako zpěvák. V roce 1764 přesídlil do Dublinu, kde se stal jedním z nejznámějších hudebníků a učitelů hudby. Mezi jeho žáky byli Lady Morgan, Thomas Simpson Cooke a John Field. Podílel se na projektu „English Opera House“, kde byla uváděna díla irských skladatelů a libretistů, ale divadlo nemělo z finančních důvodů dlouhého trvání, stejně tak jako obchod s hudebninami.
Mezi roky 1781 a 1783 působil v Londýně, aby se vrátil do Dublinu, kde také v roce 1806 zemřel. Přesné datum úmrtí není známo, ale 23. února 1806 byl zaplacen poplatek za jeho pohřeb.

## Dílo
Komponoval melodickou, galantní hudbu. Jako skladatel byl velmi plodný, ale několikrát čelil obvinění z plagiátu. Podle současných názorů hudebních vědců je nejpravděpodobnějším autorem oblíbené písně Caro mio ben, která byla donedávna připisována Giuseppe Giordanimu.

### Opery
- La commediante fatta cantatrice (komická opera, 1756, Londýn)
- Don Fulminone, or The Lover with Two Mistresses (komická opera, 1765, Dublin)
- The Enchanter, or Love and Magico (komická opera, 1765, Dublin)
- The Maid of the Mill (komická opera, libreto I. Bickerstaff, 1765, Dublin)
- Love in Disguise (komická opera, libreto H. Lucas, 1766, Dublin)
- L'eroe cinese (opera seria, libreto Pietro Metastasio, 1766, Dublin)
- Phyllis at Court (komická opera, libreto R. Lloyd, 1767, Dublin)
- The Elopement (pantomima, 1767, Londýn)
- Il padre e il figlio rivali (komická opera, 1770, Londýn)
- Acis and Galatea (kantáta, libreto G. Farranio, 1777, Londýn)
- Il re pastore (opera seria, libreto Pietro Metastasio, 1778, Londýn)
- Il bacio (komická opera, libreto C. F. Badini, 1782, Londýn)
- Gibraltar (komická opera, libreto R. Houlton, 1783, Dublin)
- The Haunted Castle (afterpiece, libreto W. C. Oulton, 1783, Dublin)
- The Enchantress, or the Happy Island (libreto A. M. Edwads, 1783, Dublin)
- The Happy Disguise (komická opera, libreto W. C. Oulton, 1784, Dublin)
- Genius of Ireland (masque, 1784, Dublin)
- The Dying Indian (1784, Dublin)
- Orfeo ed Euridice (libreto R. Houlton, 1784, Dublin)
- The Hypochondriac (libreto A. Franklin, 1785, Dublin)
- The Island of Saints, or The Institution of the Shamrock (pantomima, 1785, Dublin)
- Calypso, or Love and Enchantment (libreto R. Houlton, 1785, Dublin)
- Perseverance, or The Third Time the Best (1791, Dublin)
- The Ward of the Castle (komická opera, libreto Mrs Burke, 1793, Londýn)
- The Cottage Festival, or A Day in Wales (komická opera, libreto Leonard MacNally, 1796, Dublin)

#### Opery vzniklé ve spolupráci
- L'omaggio (pastorela, 1781, Londýn; Giovanni Battista Bianchi a Vincenzo Rauzzini)
- The Contract (komická opera, libreto Robert Houlton, 1782, Dublin; Philip Cogan a John Stevenson)
- To Arms, or The British Recruit (hudební mezihra, libreto T. Hurlstone, 1793, Londýn; William Shield a John Stevenson

#### Adaptace děl jiných autorů
- Gli amanti gelosi, Baldassare Galuppi (1764, Dublin)
- The Beggar's Opera (1765, Dublin)
- Artaserse, Johann Adolf Hasse (1772, Londýn)
- Antigono, Johann Adolf Hasse (1774, Londýn)
- Armida, Antonio Sacchini (1774, Londýn)
- Le due contesse, Giovanni Paisiello (1777, Londýn)
- The Lady of the Manor, John Hook (1784, Dublin)
- Love in a Village, Thomas Augustine Arne (1784, Dublin)
- Robin Hood, or Sherwood Forest, William Shield (1784, Dublin)
- Gretna Green, Samuel Arnold (1785, Dublin)
- Fontainbleau, or Our Way in France, William Shield (1785, Dublin)
- The Tempest, Thomas Augustine Arne (1789, Dublin)
- The Battle of Hexham, Samuel Arnold (1789, Dublin)
- The Haunted Tower, Stephen Storace (1790, Dublin)
- The Siege of Belgrade, or The Turkish Overthrow, Stephen Storace (1791, Dublin)

#### Pasticcia
- Le vicende della sorte (1770)
- Il trionfo d'amore (1773)
- La marchesa giardiniera (1775)
- La frascatana (1776)
- Il geloso in cimento (1777)
- La vera costanza (1778)
- Alessandro nelle Indie (1779)
- L'Arcifanano (1780)
- Il barone di Torre Forte (1781)
- Ezio (1781)
- The Silver Tankard (1781)
- I viaggiatori felici (1781)
- Silla (1783)
- Love in a Village (1791)
- Inkle and Yarico (1791)

#### Hudební komedie
- The Way to Keep Him (libreto A. Murphy, 1760, Londýn)
- The Critic (libreto Richard Brinsley Sheridan, 1779, Londýn)
- The Musical Lady (1784, Dublin)

### Jiná vokální díla
- 6 duettini italiani, op.6 (1773 ca)
- 6 canzonette per 1 voce e fortepiano/clavicembalo, op.11 (1775)
- 6 canzonette italiane per 1-2 voci e fortepiano/clavicembalo, op.13 (1775)
- 8 canzonette inglesi per 2 voci e fortepiano/arpa/clavicembalo, op.15 (1776)
- 6 canzonette inglesi per 1 voce e fortepiano/clavicembalo, op.16 (1777)
- At the Close of the Day: the Hermit per 1 voce e fortepiano/clavicembalo, op.20 (1778)
- 4 canzonette inglesi per 1 voce e fortepiano/clavicembalo, op.22 (1780 ca)
- 6 canzonette inglesi per 1 voce e fortepiano/clavicembalo, op.28 (1781)
- 6 Favorite Songs The Words taken from the Reliques of Ancient English Poetry (1785 ca)
- 6 canzonette per 1 voce e fortepiano (1795)
- Isaac (oratorium, libreto Pietro Metastasio, 1767, Dublin)
- The Castle Ode (text G.E. Howard, 1769, Dublin)
- Cantata for the farewell of A. Heinel (1773, Londýn)
- Elliott's Wreath, or Gibraltar Preserved (kantáta, text R. Houlton, 1783, Dublin)
- Ode on the Prince of Wales attaining his Majority (text R. Houlton, 1783, Dublin)
- Ode on the Passions (text W. Collins, 1789, Dublin)
- Te Deum for the Recovery of George III (1789, Dublin)
- Kyrie e Gloria (1792, Dublin)

### Instrumentální hudba
- Ouverture in 8 parti in re magg. (1767 ca)
- 6 quintetti per clavicembalo, 2 violini, viola e violoncello, op.1 (1771)
- 6 quartetti (4 per quartetto d'archi e 2 per flauto, violino, viola e violoncello), op.2 (1772)
- 6 concerti da camera per flauto, 2 violini e basso continuo, op.3 (1773 ca)
- 6 sonate per clavicembalo/fortepiano/organo e violino, op.4 (1773 ca)
- 6 sonate per clavicembalo e violino, op.5 (1773 ca)
- 6 duetti per 2 flauti, op.7 (1775)
- 6 quartetti per archi, op.8 (1775 ca)
- 6 soli facili per flauto e basso continuo, op.9 (1774)
- 6 sonate per clavicembalo/fortepiano/organo, op.10 (1775)
- 6 trii per flauto, viola e violoncello, op.12 (1775)
- 6 concerti per fortepiano/clavicembalo, 2 violini e basso continuo, op.14 (1778)
- 6 Cadences for the Use of Young Practitioners per clavicembalo/fortepiano/organo (1777)
- 6 quartetti per clavicembalo, flauto, violino e basso, op.17 (1778)
- 6 trii per flauto, violino e basso continuo (1779)
- 6 sonate per 2 flauti o flauto e violino (1779 ca)
- 6 duetti per 2 violoncelli, op.18 (1780 ca)
- 6 concerti per flauto, 2 violini e basso continuo, op.19 (1780 ca)
- 6 duetti (4 per violino e violoncello e 2 per 2 violini), op.21 (1780 ca)
- 6 concerti per clavicembalo/fortepiano, 2 violini e basso continuo, op.23 (1779)
- 6 sonate per clavicembalo/fortepiano e violino/flauto, op.24 (1774 ca)
- 6 duetti per clavicembalo/fortepiano (1780 ca)
- 14 preludi per clavicembalo/fortepiano (1780 ca)
- Ouverture in 8 parti in mi magg. (1780 ca)
- 6 soli per chitarra e clavicembalo e trio per chitarra, violino e basso (1780 ca)
- 6 marce e 2 concerti militari per clavicembalo/fortepiano (1780)
- 12 Progressive Lessons … composed for the Improvement of Young Practitioners per clavicembalo/fortepiano/organo, op.25 (1780)
- 6 sonate per clavicembalo/fortepiano e violino, op.27 (1781)
- 3 sonate per fortepiano/clavicembalo, flauto/violino e viola, op.30 (1782)
- Duetto per fortepiano/clavicembalo (1793)
- 6 sonatine per fortepiano/clavicembalo e violino (1783)
- 6 lezioni progressive per clavicembalo/fortepiano (1784)
- 4 duettini favoriti per clavicembalo/fortepiano (1784)
- 3 sonate per fortepiano/clavicembalo, violini e violoncello, op.31 (1785 ca)
- 3 sonate favorite per clavicembalo/fortepiano e violino, op.32a (1786)
- 6 grandi lezioni per clavicembalo/fortepiano e violino, op.32b (1785 ca)
- 3 concerti per clavicembalo/fortepiano, 2 violini e basso continuo, op.33a (1786)
- 14 preludi o capricci e 8 cadenze per fortepiano/clavicembalo/arpa/organo, op.33b (1785 ca)
- 3 sonate per clavicembalo/fortepiano e violino, op.34 (1788)
- 6 duetti per 2 flauti (prima del 1789)
- Minuetto della Contessa di Antrim (1790 ca)
- Minuetto di Lady Letitia MacDonell (1790 ca)
- 6 sonate per fortepiano e violino, op.35 (1794)